# Májer Móric
Májer Móric (Szemely, 1815. július 23. – Pécs, 1904. április 9.) botanikus, tanár.

## Életpályája
Szemelyen született 1815-ben. 1834-től ciszterci szerzetes volt. A teológia mellett természetrajzi szaktárgyakat tanult, és tanári oklevelet szerzett. 1838-tól 1865-ig több helyen (Egerben, Székesfehérváron, Pécsen) volt tanár és pap. Nyugdíjazása után Pécsett élt.

## Munkássága
Működési helyein botanizált és jelentős herbáriumot gyűjtött össze. Elsősorban Baranya vármegye flóráját kutatta és írta le.

## Főbb munkái
- Die Flora des Fünfkirchner Pflanzengebietes (Pécsi Katolikus Főgymnázium Programja, 1895).